# Itolizumab
L'itolizumab (noto con il nome commerciale di Alzumab) è un anticorpo monoclonale umanizzato sviluppato da Biocon e dal Centro di Immunologia Molecolare di L'Avana.

## Meccanismo d'azione
L'itolizumab agisce selettivamente sull CD6, un marker presente sulla superficie di tutti i tipi di linfociti T che è coinvolto nei processi di costimolazione, adesione e maturazione delle stesse cellule T. L'anticorpo, legandosi al CD6, inibisce l'attivazione linfocitaria, provocando di conseguenza la riduzione della produzione di citochine pro-infiammatorie; è possibile che l'itolizumab svolga anche un ruolo di inibizione dell'infiltrazione di cellule T nei siti di infiammazione.

## Studi clinici
Un esperimento in doppio cieco, con una parte dei pazienti reclutati sottoposti al placebo e l'altra parte a cui è stato somministrato l'anticorpo, ha dimostrato un'efficacia significativa della terapia a base di itolizumab, della durata di dodici settimane, nel ridurre l'estensione della psoriasi e il suo indice di severità (PASI-75).

## Applicazioni terapeutiche
Biocon ha ricevuto l'autorizzazione a commercializzare il farmaco dal Drugs Controller General of India nel gennaio 2013; la messa sul mercato dell'itolizumab è avvenuta ad agosto dello stesso anno.
Nel 2020, la stessa Biocon ha ricevuto l'autorizzazione del Ministero della Salute indiano a utilizzare l'itolizumab nella cura dei processi infiammatori ai polmoni nei pazienti affetti da COVID-19.